# Théâtre de marionnettes de Petrozavodsk
Le théâtre de marionnettes de Petrozavodsk est un théâtre de marionnettes situé à Petrozavodsk, en république de Carélie, sujet fédéral de la fédération de Russie.
Il fut fondé en 1935.
En 2007, il a accueilli un festival international de théâtre de marionnettes itinérant regroupant des compagnies de pays bordant la mer de Barents. 
Ce fut à son tour de l'accueillir en octobre 2015.